# Museo de Historia de la Prefectura de Ibaraki
El  Museo de Historia de la Prefectura de Ibaraki   (茨城県立歴史館 IbarakiKenritsu RekishiKan) se encuentra en la ciudad de  Mito en la Prefectura de Ibaraki, Japón, y fue inaugurado en 1974.

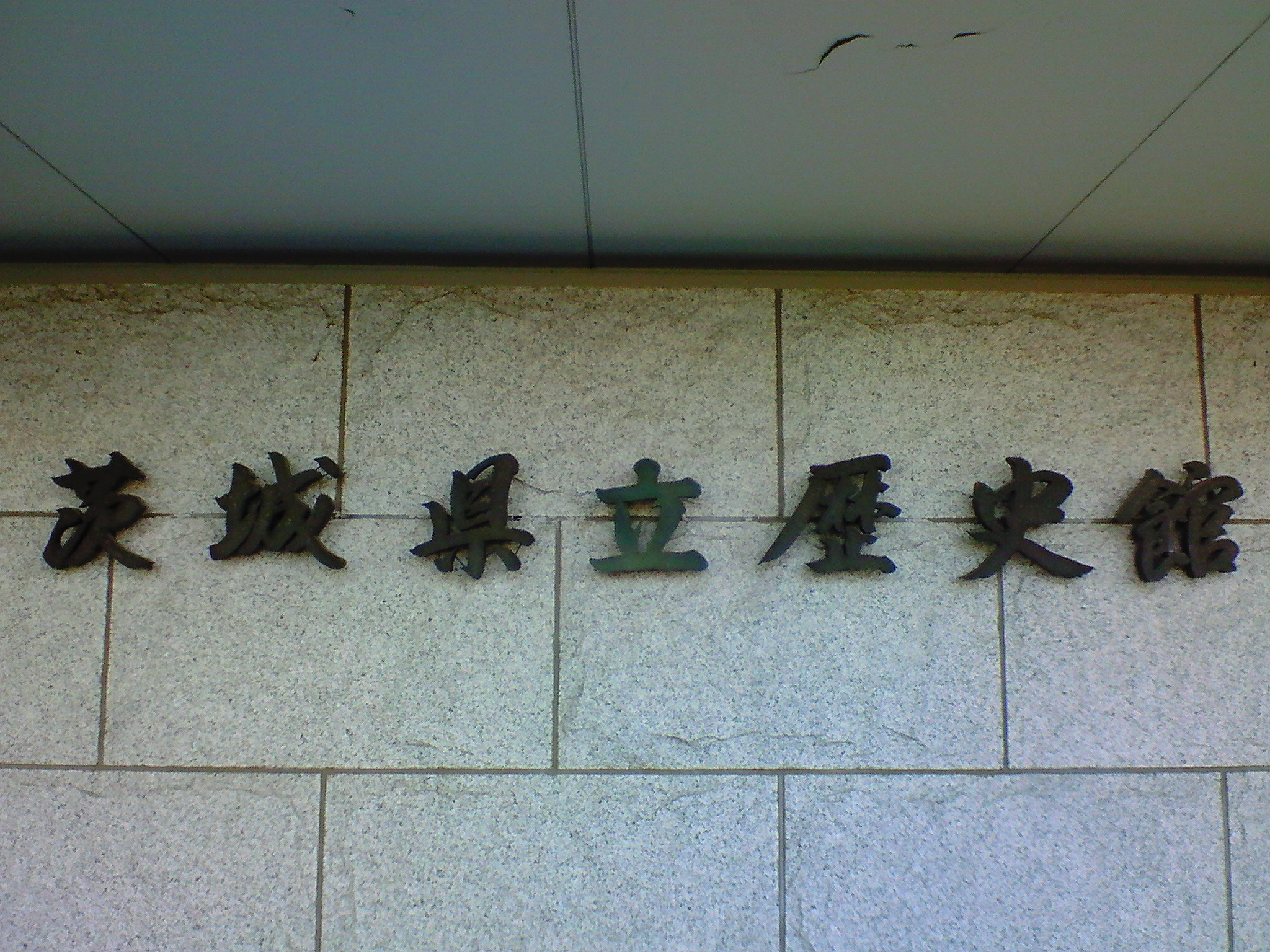
Museo de Historia Prefectural de Ibaraki

## Localización
El museo de historia se encuentra localizado en la ciudad de Mito, capital de la Prefectura de Ibaraki.
La dirección es,  Nippon - Ibaraki-ken -  Mito-shi – Midorichō ni chōme 1 - 15.
Planos y vistas satelitales. 36°22′44.4″N 140°26′59.2″E / 36.379000, 140.449778

## Características del Parque Museo
En el museo de historia, la colección se centra en la historia de la Prefectura de Ibaraki y en una variedad de materiales relacionados con la historia de Ibaraki se recogen en el museo; es decir, el recinto tiene dos zonas, una con archivos de la prefectura y otra relacionado con historia.
En el museo se observan figuras elaboradas de arcilla, semejantes a las Haniwa del Período Kofun. Hay una tienda de recuerdos de viaje en el salón principal del museo, donde se pueden adquirir imitaciones Haniwa.
En los jardines que posee el museo, con un área de 7,2 hectáreas, es un hogar del período Edo, el recinto incluye una serie de edificios de granja reconstruidos de ese período; pero además posee un edificio al corte occidental construido en el año 1870 durante el período Meiji y un estanque, entre otros. Los jardines con bosques, con flores y otras plantas, cambian con las estaciones. 